# Vade retro satana

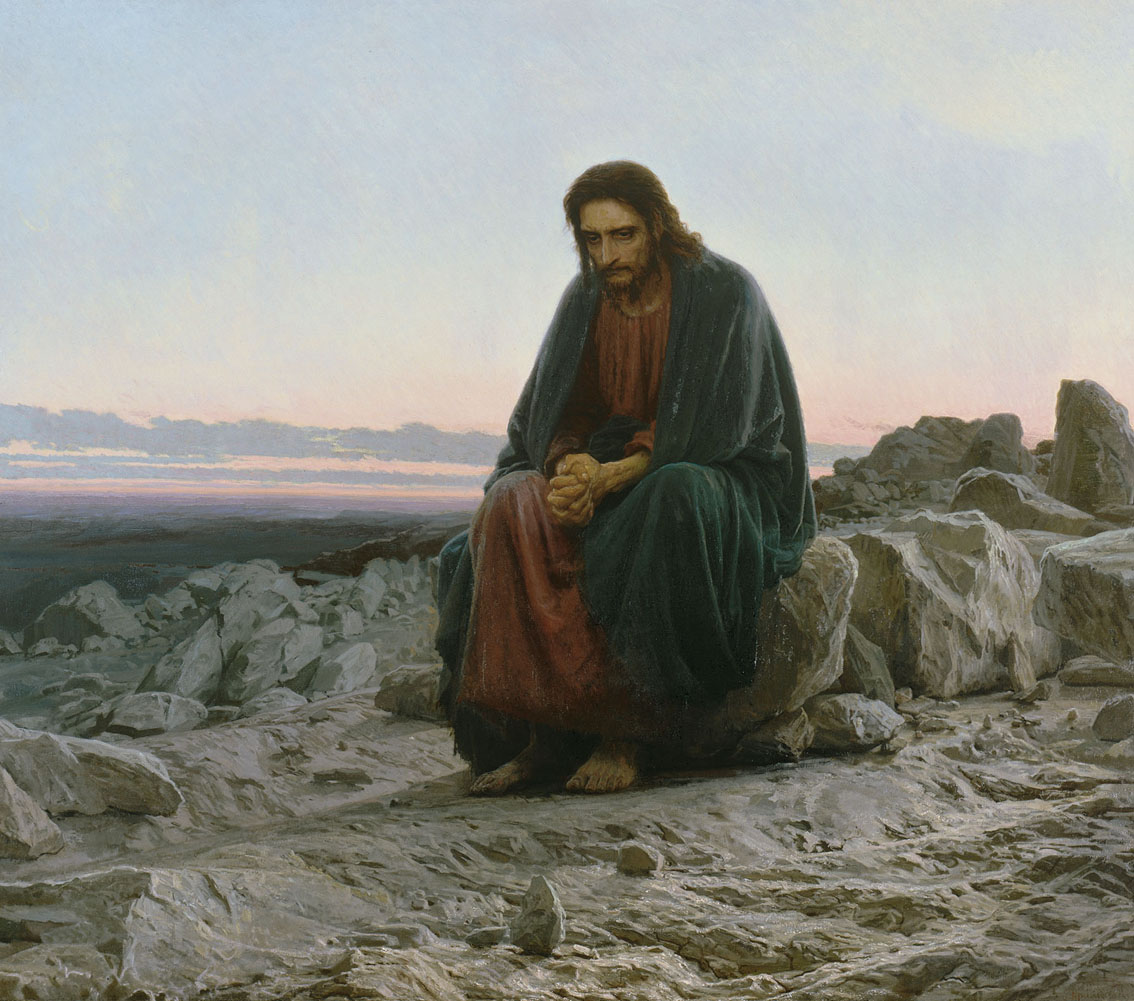
La tentation du Christ est un épisode de la vie de Jésus de Nazareth qui relate son séjour au désert et sa tentation par Satan. Peinture d'Ivan Kramskoï (Le Christ dans le désert).

Vade retro satana (qui peut se traduire par « Arrière, Satan », « Recule, Satan », « Retire-toi, Satan » ou « Va-t'en, Satan ») sont les premiers mots d'une formule catholique utilisée lors d'un exorcisme. Elle apparaît la première fois au Moyen Âge dans un ouvrage découvert à l'abbaye de Metten en Bavière,.

## Usages

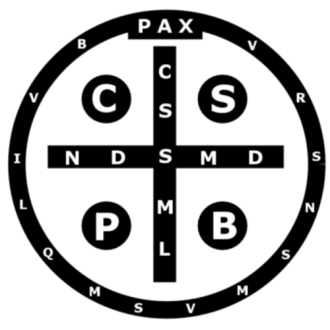
Abréviation de la phrase latine Vade retro satana... (V R S... à partir du haut à la droite) au verso d'une médaille de saint Benoît.

Dans la religion catholique, cette formule (parfois réduite à « Vade retro ») est utilisée pour repousser le Mal issu de choses ou d'évènements. Les initiales (VRSNSMV SMQLIVB ou VRS:NSMV:SMQL:IVB) ont régulièrement été gravées autour de crucifix ou de médailles de saint Benoît, du moins à partir de 1780,,,.
La phrase « Vade retro satana » (mot aussi épelé « satanas » ou « sathanas ») est également utilisée dans un but humoristique ou pour étonner son interlocuteur, mais sans connotations religieuses, dans le but d'exprimer le refus d'une proposition ou la crainte d'une menace. Dans ce contexte, son sens peut se traduire par « Ne me tente pas ! », « Je ne veux rien savoir de cette affaire-là ! », « Quelqu'un pour m'épargner cette épreuve ? », etc. Par exemple, Walter Scott dans son roman The Fortunes of Nigel de 1822 écrit « N'induis pas en tentation — Vade retro, Sathanas ! — Amen,. »

## Formule

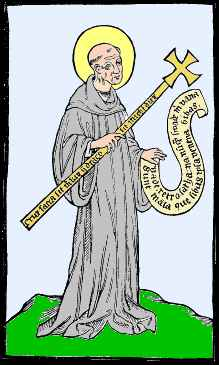
Saint Benoît portant une croix et un rouleau manuscrit. Les premiers mots sur le rouleau sont Vade retro satana. Illustration extraite de la dernière page d'un ouvrage de 1415 découvert à l'abbaye de Metten en Bavière.

Le texte en latin se transcrit ainsi :
Crux sacra sit mihi lux 

Non draco sit mihi dux

Vade retro satana

Numquam suade mihi vana

Sunt mala quae libas

Ipse venena bibas
(Les deux premiers versets sont inscrits sur la croix dans l'illustration à la droite, alors que les quatre derniers versets se trouvent sur le rouleau manuscrit.)
Le poème se traduit approximativement par :
Puisse la Sainte Croix être ma lumière

Fasse que le dragon ne soit pas mon guide

Arrière, Satan 

Ne me tente jamais avec des choses futiles

Ce que tu m'offres est mal

Bois toi-même le poison
(Le mot « dragon » fait référence à la Bête de l'Apocalypse et au diable plus généralement)

## Histoire
Le verset « Vade retro satana » fait référence à une phrase prononcée par Jésus de Nazareth devant saint Pierre et rapportée dans l'évangile selon Marc (8:33) et dans l'Évangile selon Matthieu (16, 23) « Vade retro me, Satana »,, (« Arrière de moi, Satan ») dans le contexte où la pensée de Pierre qui essaye d'aller contre le fait que Jésus doit mourir puis ressusciter vient de Satan. On trouve aussi l'expression, mais sans le "retro" dans l'Évangile selon Matthieu (4, 10) où Jésus s'adresse directement à Satan qui essaye de le tenter dans le désert. 

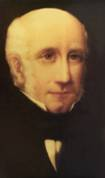
Léon Papin Dupont a beaucoup propagé la formule pendant le XIXe siècle.

L'origine exacte du passage est incertaine. L'expression se répand à partir de 1647, quand les femmes persécutées pour sorcellerie déclarent qu'elles sont incapables de faire le mal aux endroits où se trouvent une croix et que l'abbaye de Metten est particulièrement insensible à leur influence. Des recherches à l'abbaye rapportent des croix peintes sur les murs accompagnées des initiales de la formule. La signification des lettres demeure un mystère jusqu'à la découverte des versets dans un manuscrit de 1415 dans la bibliothèque de l'abbaye à côté d'un portrait de saint Benoît. La même formule est découverte plus tard dans un manuscrit autrichien rédigé dans les années 1340-1350.
À la suite de l'approbation de la formule par le pape Benoît XIV, elle est intégrée au rituel romain en 1742. Elle devient de plus en plus connue au XIXe siècle, surtout grâce aux efforts de Léon Papin Dupont. Selon Henry Charles Lea (1896), « Comme règle [...] il suffit de porter [la médaille] avec dévotion, et, si une faveur spéciale est désirée, il est conseillé,  le mardi, de réciter cinq Gloria, trois Ave et encore trois Gloria pour obtenir la protection de saint Benoît,. »
« Vade Retro Satana » fait toujours partie du rituel romain au XXe siècle à la suite d'une révision du rituel et de sa promulgation en 1999 par De exorcismis et supplicationibus quibusdam.

### Citations originales
1. ↑  (la) « Ne inducas in tentationem—Vade retro, Sathanas!—Amen. »
2. ↑  (en) « As a rule...it suffices to wear [the medal] devoutly, but, if some special favor is desired, it is advisable on a Tuesday to say five Glorias, three Aves and then three more Glorias to secure the protection of St. Benedict. »